# ICAP (Unternehmen)
ICAP ist ein weltweit tätiges Finanzunternehmen aus Großbritannien mit Sitz in London und der weltweit größte Inter-Dealer-Broker (IDB).

## Hintergründe
Mit einem täglichen Transaktionsvolumen von 1,5 Bio. US-Dollar, die Hälfte davon über elektronische Handelssysteme, ist ICAP laut eigenen Angaben der weltweit größte Broker. Die Gruppe bietet ihre Dienste hauptsächlich professionellen Marktteilnehmern an und ist in den Märkten für festverzinsliche Wertpapiere, OTC-, Geldmarkt-, Devisen-, Energie-, Kredit- und Equity-Derivate aktiv. Sie ist in den drei wichtigsten Finanzzentren London, New York und Tokio stark vertreten und an 20 weiteren Finanzplätzen präsent. 

### Geschichte
ICAP entstand 1999 durch die Fusion von Garban plc und Intercapital plc. Im Juni 2006 übernahm ICAP den Konkurrenten Electronic Broking Services (EBS) für 775 Mio. US$.
ICAPs Aktien waren im FTSE 100 gelistet. Mit einem Anteil von 21,13 % ist Michael Spencer, Gründer von Intercapital plc und aktueller CEO, ICAPs größter Aktionär.
Im Mai 2009 wurde bekannt, dass ICAP gemeinsam mit 10 Investmentbanken den Versuch unternimmt das Clearinghouse LCH.Clearnet für rund 813 Mio. Euro zu kaufen.
Wegen seiner Rolle im LIBOR-Skandal wurde das Unternehmen wegen der Manipulation wichtiger Zinssätze zu einer Strafzahlung von 87 Millionen US-Dollar verurteilt.

## Weblink
- offizielle Internetseite